# NGC 3526
NGC 3526 (NGC 3531) é uma galáxia espiral (Sc) localizada na direcção da constelação de Leo. Possui uma declinação de +07° 10' 24" e uma ascensão recta de 11 horas, 06 minutos e 56,4 segundos.
A galáxia NGC 3526 foi descoberta em 25 de Março de 1865 por Albert Marth.